# Medina Azahara
Pour l’article ayant un titre homophone, voir Madinat al-Zahra.
Medina Azahara est un groupe de rock progressif espagnol, originaire de Cordoue, en Andalousie. Le groupe apparaît sur la scène musicale en 1979, avec Manuel Martínez (voix), Miguel Galán (guitare), José Antonio Molina (batterie), Manuel S. Molina (guitare basse), et Pablo Rabadán (claviers).

## Biographie

### Débuts et années 1980

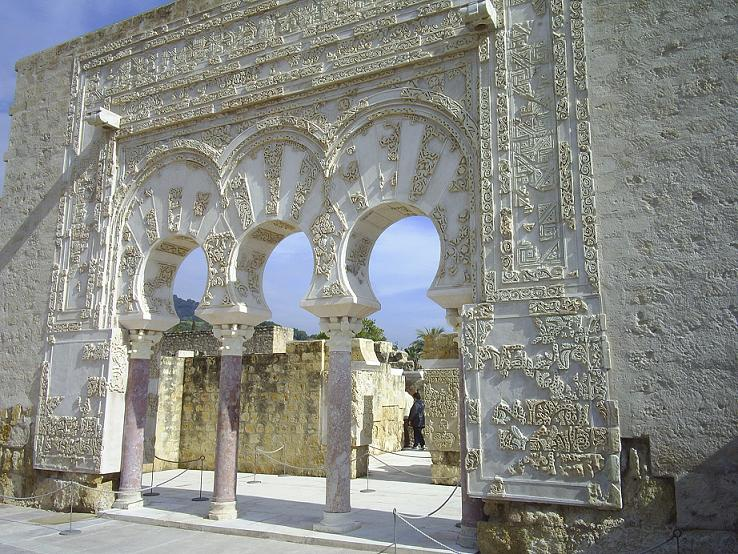
Porte de la ville de Medina Azahara qui a inspiré le nom du groupe.

Peu après sa formation, le groupe a eu l’occasion d’enregistrer son premier album, Paseando por la mezquita, produit en 1979 sur le label CBS par Gonzalo García Pelayo, le même producteur que le groupe phare du moment, Triana. On note de vives influences de ce dernier. L’album porte alors le même nom que le groupe qui recueille ses influences, mélangeant le hard rock d’autres noms tels que Deep Purple ou Rainbow avec des caractéristiques propres au rock symphonique et du rock andalou déjà évoqué que pratiquaient des groupes comme Triana, qui a été l’une des influences majeures du style de Medina Azahara. Dans ce disque se trouve le tube Paseando por la mezquita qui est devenu l’hymne du groupe à tel point que cet album est plus connu sous ce titre. 
Suivant la même ligne que le premier disque, le groupe enregistre son deuxième album, La Esquina del viento, sorti en 1981, suivi, en 1982, d'Andalucía. Mais la scène du rock andalou et leur popularité commencent à reculer, entraînant une baisse commerciale, ce qui provoque une pause dans la production de disques au point de perdre leur label CBS, mais Medina Azahara continue les tournées. En 1984, l’ex-bassiste de Mezquita, Randy López, rejoint le groupe. Il y restera pendant neuf ans et composera des titres comme Navajas de cartón, El Soldado, Velocidad, El Destino et La Guitarra (avec Vicente Amigo) entre autres.
En 1986, le groupe autofinance son nouvel album, Caravana española, avec un son plus moderne, proche du pop rock, tout en conservant son style essentiel. Le disque est lancé par le petit label Tuboescape. Le disque sera réédité plusieurs fois sous le label Avispa. En 1989, Medina Azahara entre en contact avec la compagnie discographique madrilène Avispa avec son directeur Javier Gálvez. C’est en juillet de cette année qu’arrive le nouveau guitariste Paco Ventura. Ils enregistrent ensuite En Al-Hakim qui sortira cette même année. La tournée de promotion de cet album s’est faite avec un groupe renouvelé avec l’accueil d’un batteur cordouan, Manuel Reyes.

### Années 1990
Pour entamer la nouvelle décennie, Medina Azahara pense à enregistrer un disque qui regrouperait ses prestations en public. Le groupe le fera à Leganés (Madrid). Le disque s'appelle En directo (1990), sur lequel est résumée toute leur histoire musicale jusqu'à ce moment. En 1992, sort l'album Sin tiempo sur lequel un nouveau membre est venu se greffer, le bassiste José Miguel Fernández. Deux des titres obtiennent un disque d'or et de platine.
De nouveaux albums studio suivent, tels que Dónde está la luz en 1993 et le double album Árabe, en 1995, alors que, en 1996, ils enregistrent différentes sessions publiques dans le but de sortir un double album en public, le deuxième de leur histoire, accompagné de quelques nouveaux titres, intitulé A toda esa gente. Le morceau qui donne le titre à ce double album est une chanson dédiée aux fans du groupe cordouan.
Tánger voit le jour en 1998. C'est un disque qui mélange le rock avec les racines arabes et andalouses qui a été enregistré à cheval entre Tanger et Madrid et sur lequel a collaboré l'orchestre marocain Taktuka Yeblía,. En 1999, pour le dixième anniversaire de la collaboration entre Medina Azahara et le label Avispa, sort une compilation centrée sur le matériel le plus mélodieux du groupe appelée Baladas (lesquelles ont toujours été le point fort du groupe), alors que commence en même temps l'enregistrement d'un nouvel album avec la collaboration de Manuel Ibáñez aux claviers.

### Années 2000
L'année 2000 voit la célébration du vingtième anniversaire du groupe en tant que tel, la sortie à la vente de XX, CD contenant quatorze nouveaux titres, ainsi qu'une nouvelle tournée en Espagne. Puis c'est la sortie de Tierra de libertad, un nouveau projet lancé par Medina Azahara en 2001, avec douze nouveaux titres, et une reprise de Ocaso de un amor titre popularisé par le groupe grenadin Realidad, en 1971. L'album suivant sera Versión original, composé de reprises de certains morceaux de Triana, Miguel Ríos, Los Módulos, Flamenco, Los Salvajes, et la chanson déjà citée de Realidad, plus deux titres inédits. L'album comporte un DVD d'entretiens, des sessions en public, un making-of et des clips vidéo.
En 2003, un nouveau projet intitulé Aixa voit le jour. Il leur offrira deux prix musicaux ; celui du meilleur album de rock et celui de la meilleure chanson avec Córdoba (chanson en collaboration avec l'orchestre symphonique de Cordoue). Il comporte aussi une version du super-tube Wind of Change des Scorpions et la collaboration d'Antonio Orozco sur le titre El Vaivén del aire. Grâce à ce disque, créé dans le but de rendre hommage à la terre qui les a vus naître, Cordoue, ils reçoivent le prix des « Cordouans de l'année »[réf. nécessaire].
En 2005, le groupe fête son vingt-cinquième anniversaire de carrière musicale. Pour célébrer cet anniversaire, Avispa édite un double CD accompagné d'un DVD sous le titre de Medina Azahara, 25 años. Parallèlement, le groupe sort un album de nouveaux titres, La Estación de los sueños, composé de treize chansons. L'année suivante, en 2006, le même label sort une nouvelle compilation de chansons plus un DVD avec des contenus bonus comprenant la chanson Niños en anglais et quatre chansons en session acoustique. Cette même année 2006, le groupe reçoit la Médaille d'or du mérite des beaux-arts par le ministère de l'Éducation, de la Culture et des Sports.
C'est arrivé à ce point que, en 2007, ils sont talonnés par le groupe manchego AtaräXia, mettant ainsi fin au contrat entre le groupe et le label Avispa ; Medina Azahara entre alors dans le giron de l'entreprise PIAS España. Sous ce label, le groupe sort Se abre la puerta un album hommage au rock andalou des années 1980, avec sept versions de chansons du groupe Triana, une du groupe Alameda et trois de la première époque de leur propre groupe Medina Azahara. C'est durant ce travail que se produit le changement de bassiste du groupe, avec le départ de José Miguel Fernández (jouant maintenant avec un groupe cordouan appelé Hijos de la Leyenda) et l'arrivée de Pepe Bao (ayant joué avec les groupes Barón Rojo, Triana et O'funk'illo).
En 2008, Avispa sort un CD/DVD intitulé ... En escena enregistré durant le concert donné par le groupe en 2004 au festival ViñaRock, au moment où Pepe Bao quitte le groupe et que le bassiste Charly Rivera arrive. En avril 2009, le groupe sort un nouveau disque, Origen y leyenda, dont le titre est tiré d'une chanson faite comme un résumé des chansons les plus importantes de leur carrière, selon l'impression des membres du groupe. Le pack contient un CD avec quinze titres et un DVD avec un clip vidéo de la quatrième chanson du CD, Te estoy amando locamente  (reprise de la chanson du même nom publiée en son temps par Las Grecas, avec la participation de l'unique survivante des deux sœurs qui formaient le groupe) et autres contenus.

### Années 2010

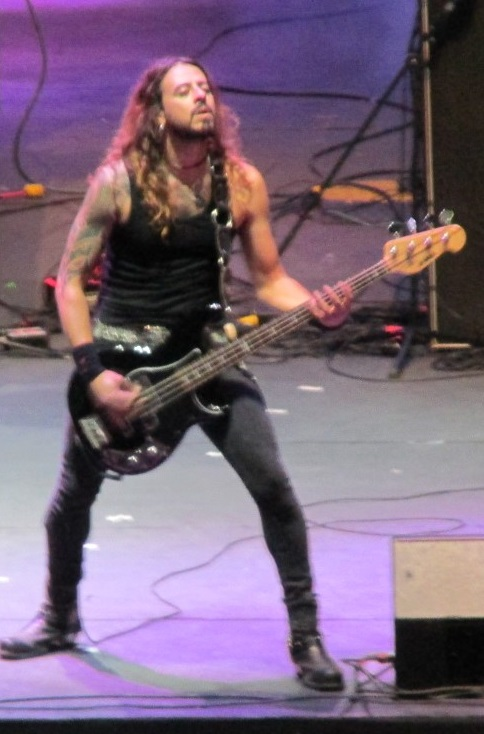
Le bassiste Juanjo Cobacho à Bogota (Colombie) en 2014.

Medina Azahara effectue une tournée sur le continent américain en 2010, la même année où le chanteur Manuel Martínez collabore avec le groupe cordouan de heavy metal Estirpe, mettant sa voix sur certains passages de la chanson intitulée De guitarra y flor, écrite pour supporter la candidature de Cordoue en tant que capitale européenne de la culture 2016, incluse dans l'album numérique Querida Contradicción (inéditos, rarezas y versiones) sur lequel collaborent également d'autres musiciens comme Bueno Rodríguez et Julito Jiménez des Aslándticos.
En avril 2011, Medina Azahara publie 30 años y la historia continúa, un nouveau travail consistant en un DVD avec un concert de trente chansons, deux CD avec le contenu de ce même concert et un disque studio avec huit nouveaux titres. Ce box set a également été commercialisé en version abrégée, le disque studio se vendant seul sous le titre La Historia continúa, avec un titre bonus, une reprise de With a Little Help from My Friends des Beatles.
Le CD La Memoria perdida sort en 2012 avec quatorze nouvelles chansons et une saveur andalouse et flamenco renouvelée et marquée qui a toujours marqué l'esprit et l'empreinte unique du groupe. En 2014 sort l'album Las Puertas del cielo accompagné d'une tournée en Amérique du Sud laquelle les conduit à jouer pour la première fois en Colombie .
Le groupe sort, le 19 octobre 2018, son vingtième album en près de quarante ans de carrière, Trece rosas, album comportant treize titres. Le titre fait référence au groupe de résistantes des Treize Roses, et évoque la mort de ces treize jeunes femmes, le 5 août 1939, fusillées par l’armée franquiste. L’année suivante, Manuel S. Molina, bassiste et membre fondateur du groupe, meurt le 26 septembre 2019,.

### Années 2020
Le 25 novembre 2021, le groupe présente son nouvel album, Llegó el día, composé de dix titres, chez Universal Music Spain SL, un disque hommage qui reprend les plus grands succès du groupe espagnol Triana et de son dernier album homonyme de 1983. Un an plus tard, le 12 novembre 2022, c’est l’ancien claviériste Pablo Rabadán qui disparaît. Six jours plus tard, le 18 novembre 2022, Medina Azahara sort une nouvelle édition de Llegó el día dont le premier CD comporte un onzième titre et agrémenté d’un second CD avec huit nouveaux titres et d’un médiator au logo du groupe, et une version vinyle avec les dix titres initiaux.

## Membres

### Membres actuels
- Manuel Martínez – chant (depuis 1979)
- Paco Ventura – guitare, chœurs (depuis 1989)
- Álvaro Coronado – basse, chœurs (depuis 2021)
- Manuel Ibáñez – claviers, chœurs (depuis 1999)
- Nacho Santiago – batterie (depuis 2012)

### Anciens membres
- Miguel Galán – guitare (1979–1988)
- Manuel S. Molina – basse (décédé ; 1979–1984)
- Randy López – basse (1984–1992)
- José Miguel Fernández – basse (1992–2006)
- Pepe Bao – basse (2006–2008)
- Charly Rivera – basse (2008–2012)
- Jose A. Molina – batterie (1979–1990)
- Manu Reyes – batterie (1990–2012)
- Pablo Rabadán – claviers (décédé ; 1979–1985, 1988–1994)
- Antonio Fernández – claviers (1985–1988)
- Alfonso Ortega – claviers (1994–1999)
- Juanjo Cobacho – basse (2013–2021)

## Discographie

### Albums studio
- 1979 : Medina Azahara (Paseando por la mezquita)
- 1980 : La Esquina del viento
- 1982 : Andalucia
- 1985 : Caravana española
- 1989 : En Al-hakim
- 1992 : Sin tiempo
- 1993 : Donde está la luz
- 1995 : Árabe
- 1998 : Tanger
- 2000 : Xx
- 2001 : Tierra de libertad
- 2003 : Aixa
- 2005 : La estación de los sueños
- 2007 : Se abre la puerta
- 2009 : Origen y Leyenda (CD + DVD)
- 2011 : La Historia continúa
- 2012 : La Memoria perdida
- 2014 : Las Puertas del cielo
- 2016 : Paraíso prohibido
- 2018 : Trece rosas
- 2021 : Llegó el día
- 2022 : Llegó el día (réédition double CD 19 titres)

### Albums live
- 1990 : En directo
- 1996 : A toda esa gente
- 2011 : Treinta años y la historia continúa (3 CD + DVD + livret)

### Compilations
- 1999 : Baladas
- 2002 : Versión Original (CD + DVD)
- 2006 : 25 años (CD + DVD)
- 2012 : Marcando el tiempo
- 2022 : La Cápsula del tiempo (Vingt titres, uniquement en dématérialisé, sur Youtube[17] et sur les plates-formes de musique en ligne)

### Disques solo
- 1997 : Aventura (Paco Venturao)
- 1998 : En Cuerpo y Alma (Manuel Martínez)
- 2009 : Sol Navajo (Paco Ventura)

### VHS et DVD
- 1994 : En Concierto
- 2001 : En Gira
- 2002 : Versión Original
- 2005 : 25 Años
- 2011 : 30 Años y la Historia Continúa